# Argüelles (Madrid)
Pour les articles homonymes, voir Argüelles.
Le quartier d'Argüelles est un quartier administratif de Madrid situé dans le district de Moncloa-Aravaca.
Le quartier porte le nom d'Agustín Argüelles, le tuteur de la reine Isabelle II. Les premières rues portaient principalement le nom de membres influents de la Cour royale. Prévu au milieu du XIXe siècle, son urbanisation commence vers 1856, sur des parcelles appartenant à la montagne du Príncipe Pío.
La tour de Madrid, la maison Gallardo et le quartier général de l'armée de l'air sont situés dans le quartier.
D'une superficie de 75,5758 hectares, il accueille 24 494 habitants en octobre 2019.